# Jonathan Anderson
Jonathan William Anderson (Magherafelt, 17 settembre 1984) è uno stilista nordirlandese, direttore creativo di Dior e fondatore del marchio JW Anderson.

## Biografia
Anderson è nato a Magherafelt, nell'Irlanda del Nord, nel 1984. È figlio di Willie Anderson, giocatore di rugby che giocò per l'Irlanda tra il 1984 e il 1990. Sua madre Heather Buckley lavorava come insegnante di scuola secondaria. Anderson ha un fratello, Thomas, che ha seguito le orme del padre nel rugby.
Anderson è cresciuto nell'Irlanda del Nord ma trascorse molto tempo sull'isola di Ibiza, nelle Baleari, dove i suoi genitori possedevano una casa. Ha affermato in alcune interviste che i due diversi ambienti hanno avuto un ruolo importante nel plasmare la sua sensibilità come designer. Durante la scuola elementare gli fu diagnosticata una grave dislessia.
All'età di 18 anni Anderson si trasferì a New York e frequentò la Juilliard School per diventare attore,  ma sviluppò un interesse per i costumi piuttosto che per la recitazione. Si trasferì a Dublino poco dopo, ottenendo il suo primo lavoro nel mondo della moda presso il grande magazzino Brown Thomas. Successivamente si trasferì a Londra, laureandosi al London College of Fashion nel 2005.